# Ненасичена пара
Ненаси́чена па́ра — пара, тиск якої менший від тиску насиченої пари речовини, що розглядається із заданою температурою. 
Ця пара не перебуває в динамічній рівновазі зі своєю рідиною (не досягла насичення). Інакше кажучи, ненасиченою буде пара над поверхнею рідини, коли випаровування переважає над конденсацією. Очевидно, що густина ненасиченої пари менша за густину насиченої пари.
Властивості ненасиченої пари можна описувати газовими законами для ідеального газу: Бойля — Маріотта, Гей-Люссака, Шарля, Менделєєва — Клайпейрона. Властивості пари тим точніше відповідають цим законам, чим менш насиченою є пара, тобто чим менша її густина.